# 舌叶薹草
舌叶薹草（学名：Carex ligulata）是莎草科薹草属的植物。分布于尼泊尔、印度南部、锡金、斯里兰卡、日本、台湾岛以及中国大陆的福建、四川、山西、湖北、云南、浙江、贵州、河南、陕西、江苏、湖南等地，生长于海拔600米至2,000米的地区，多生在山谷沟边、山坡林下、草地和河边湿地，目前尚未由人工引种栽培。

## 异名
- Carex hebecarpa C. A. Mey. var. ligulata (Nees) Kuekenth
- Carex ligulata Nees ex Wight var. glabriutriculata Q. S. Wang